# The Iyo Bank
The Iyo Bank (伊予銀行 Iyo Ginkō?) es un banco japonés. Su sede central se encuentra en la Ciudad de Matsuyama de la Prefectura de Ehime. Se lo conoce popularmente como Iyogin (いよぎん?).

## Características
El código identificatorio del banco en Japón es el "0174". El código SWIFT es "IYOBJPJT".
Cotiza en el Panel General de la Bolsa de Tokio y de la Bolsa de Osaka, siendo su código el 8385.
Es un banco regional que tradicionalmente ha concentrado sus operaciones en la Prefectura de Ehime, pero que cuenta con sucursales en las principales ciudades de Japón. Es el banco regional que cuenta con la mayor cantidad de prefecturas con sucursales de Japón.
Es el banco de mayor capitalización de la Región de Shikoku, en gran parte gracias al aporte de los astilleros navales y a las empresas de transporte marítimo.
Es el banco que ha liderado el mejoramiento del servicio en la Región de Shikoku. En junio de 2006 se convirtió en el primer banco en ofrecer sin cargo el servicio de transferencias entre cuentas del banco realizadas a través de la banca electrónica y de cajeros automáticos. En octubre del mismo año anuncia su integración a la red de cajeros automáticos instalados en las tiendas de conveniencia a partir del 4 de julio de 2007.

## Datos
- Razón social: Iyo Ginko S.A. (株式会社伊予銀行 Kabushikigaisha Iyo Ginkō?)
- Razón social (inglés): Iyo Bank, Ltd.
- Fundación: 15 de marzo de 1878
- Sede central: 〒790-8514 Minamihoribatachō 1, Ciudad de Matsuyama, Prefectura de Ehime
- Director ejecutivo: Koji Morita (森田 浩治 Morita Kōji?)
- Cantidad de sucursales: 150 (al 1° de noviembre de 2007)
- Cantidad de empleados: 2.392 (promedio del año 2006)

## Sucursales
- Prefectura de Ehime
- Prefectura de Ooita
- Prefectura de Fukuoka
- Prefectura de Kagawa
- Prefectura de Kochi
- Prefectura de Tokushima
- Prefectura de Hiroshima
- Prefectura de Okayama
- Prefectura de Yamaguchi
- Prefectura de Hyogo
- Prefectura de Oosaka
- Prefectura de Aichi
- Prefectura de Tokio